# ンブール県
ンブール県(Département de M'bour)はセネガル共和国ティエス州にある県。ンブール、ジョアル・ファディュウ、ンゲコホ、チャジャイの4市とフィセル郡、セセン郡、シンジャ郡からなる。